# Metoligotoma tasmanica
Metoligotoma tasmanica är en insektsart som beskrevs av Davis 1938. Metoligotoma tasmanica ingår i släktet Metoligotoma och familjen Australembiidae.

## Underarter
Arten delas in i följande underarter:
- M. t. tasmanica
- M. t. biloba
- M. t. bassiana